# Beast from the East
Beast from the East je EP kapely Dymytry. Je to druhé album kapely, které je nahrané kompletně v anglickém jazyce. EP vzniklo při příležitosti vystoupení Dymytry v zahraničí (Bestie Der Freiheit Tour 2018 po Německu s kapelou Hämatom na podzim 2018). Vydáno bylo 5. října 2018 se startem turné. Všechny skladby na albu mají svou původní, českou, verzi a vznikly přeložením textu. Nejedná se o doslovný překlad (kvůli rýmům), ale celkový vzkaz každé ze skladeb zůstal zachován. Kapela opakovaně zdůraznila, že anglické písně jsou určeny pro zahraniční publikum a že v České republice bude nadále hrát pouze česky. Producenty alba jsou Kristian "Kohle" Kohlmannslehner a Hans Koch a nahráno bylo v Kohlekeller Studios v Německu. Všechny skladby z alba byly uvedeny v předpremiéře na radiu Beat v pořadu Hard & Heavy 23.9.2018.

## Seznam skladeb
Pořadí skladeb dosud nebylo zveřejněno. Skladby jsou prozatím uvedeny v pořadí, v jakém byly odvysílány v předpremiéře na radiu Beat v pořadu Hard & Heavy 23.9.2018.
| Pořadí | Název                           | Hudba | Text                                                       | Originál                    | Délka |
| ------ | ------------------------------- | ----- | ---------------------------------------------------------- | --------------------------- | ----- |
| 1.     | Awaking the Monster (videoklip) | Dymo  | Protheus, R2R, Hans Koch, Kristian "Kohle" Kohlmannslehner | „Pot a krev“                | 3:38  |
| 2.     | Hope                            | Dymo  | Protheus a další                                           | „S nadějí“                  | 3:57  |
| 3.     | Touchdown                       | Dymo  | Protheus a další                                           | „Ocelová parta“ (Neonarcis) | 2:56  |
| 4.     | Bless Us                        | Dymo  | Protheus a další                                           | „Dej Bůh štěstí“ (Agronaut) | 4:33  |

## Sestava
- Jan „Protheus“ Macků (zpěv)
- Jiří „Dymo“ Urban (kytara)
- Jan „Gorgy“ Görgel (kytara)
- Artur „R2R“ Michajlov (basová kytara)
- Miloš „Mildor“ Meier (bicí)